# Srážka tramvaje a trolejbusu v Brně 2011
Srážka tramvaje a trolejbusu se odehrála dne 23. května 2011 ve čtvrti Černá Pole v Brně. Souprava tramvají na lince 9 vrazila v křižovatce ulic Lesnické, Provazníkovy, Drobného a třídy Generála Píky do projíždějícího trolejbusu linky 37, jehož řidič vjel do křižovatky na červenou. Při nehodě zemřel jeden cestující.

## Popis nehody

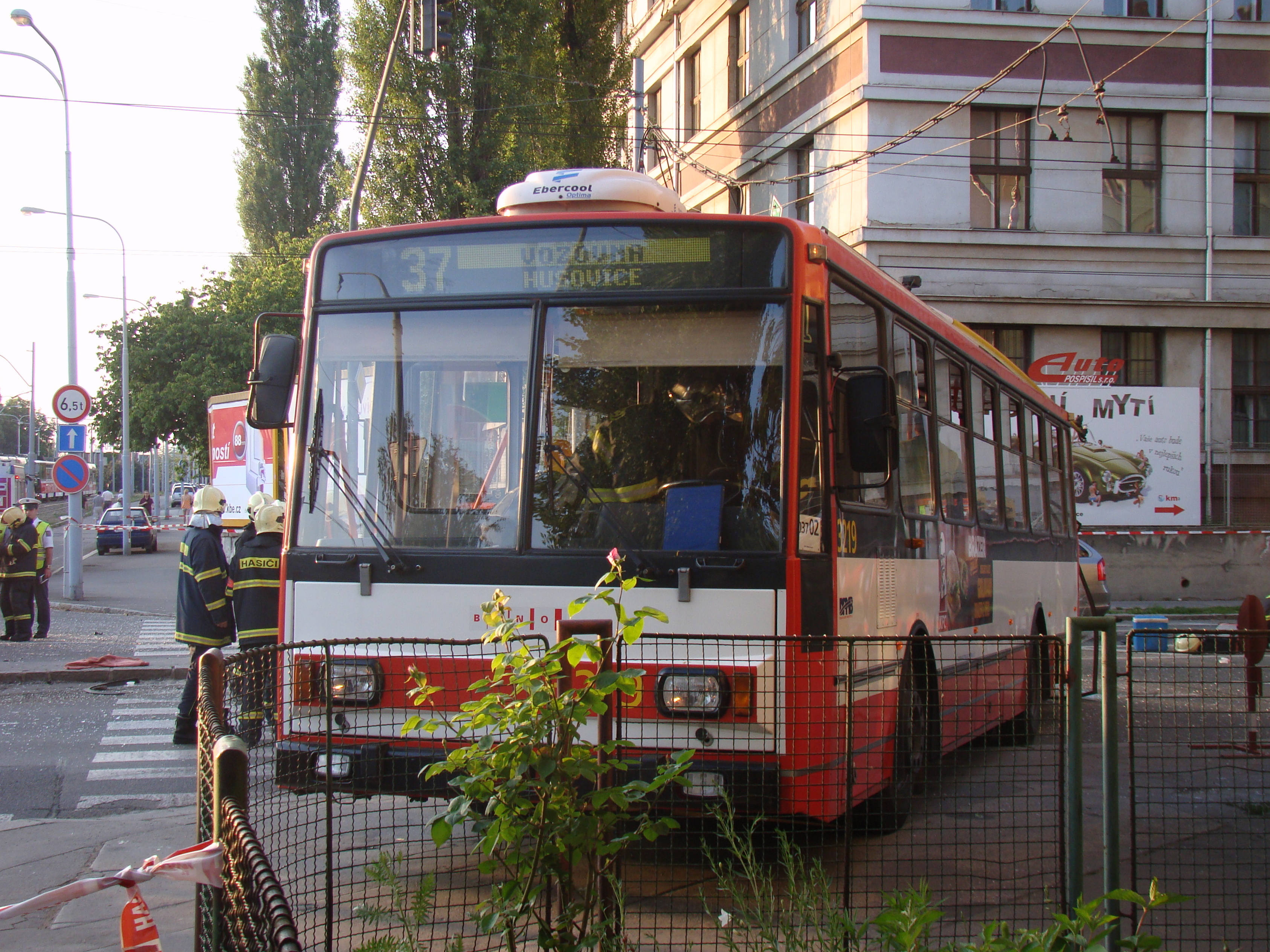
Trolejbus Škoda 14TrR po nehodě v Černých Polích

Trolejbus Škoda 14TrR č. 3219 (rok výroby 1989) jel 23. května 2011 na lince 37 od zastávky Zimní stadion po ulicích Drobného a Provazníkově směrem do vozovny Husovice, kde měl jeho řidič ukončit denní službu. Semaforem řízenou křižovatku s ulicí Lesnickou projížděl řidič trolejbusu v 19.17 hodin nepovolenou rychlostí a již na červenou, právě když zprava na signál „volno“ vyjížděla souprava tramvají Tatra T6A5 č. 1203+1204 (rok výroby 1995) na lince 9 po ulici Lesnické směr Lesná. Její řidič už nedokázal zastavit a tramvaj čelem zasáhla pravou zadní část trolejbusu. Náraz svou silou odhodil trolejbus na protější stranu ulice a otočil ho v křižovatce o 180° kolem svislé osy, zatímco tramvaj vykolejila. Následkem nehody zemřel jeden cestující z trolejbusu, který byl nárazem vymrštěn zadním oknem a dopadl na projíždějící automobil. Zraněno bylo dalších 14 osob, z toho 3 těžce.

## Následky a vyšetřování
Vyšetřování určilo viníkem nehody řidiče trolejbusu Milana Hladkého, který svou jízdou porušil několik pravidel provozu, zejména vjel do křižovatky na signál „stůj“. Druhým prohřeškem bylo překročení povolené rychlosti průjezdu trolejovým křížením (překročil ji o 15 km/h, protože jel 45 km/h), když se snažil ještě na poslední chvíli projet křižovatkou. Řidič popřel, že by při jízdě nadměrně spěchal, a uvedl, že okamžiky před nehodou si nepamatuje. Cestující však svědčili, že před srážkou spěchal nápadně. Městský soud v Brně odsoudil v lednu 2012 Hladkého za způsobení nehody s následkem smrti k nepodmíněnému trestu 40 měsíců odnětí svobody. Po Hladkého odvolání trest potvrdil v srpnu 2012 Krajský soud v Brně.
Celková škoda dosáhla výše 1,1 miliónu korun. Dopravní prostředky byly po nehodě opraveny. Souprava tramvají č. 1203+1204 se do provozu vrátila v srpnu 2011, trolejbus č. 3219 v září 2011.